# ورزشگاه ۱۹ مه آنکارا
ورزشگاه ۱۹ مه آنکارا (به ترکی استانبولی: Ankara 19 Mayıs Stadyumu) یک ورزشگاه فوتبال که در شهر آنکارا به سال ۱۹۳۶ با گنجایش استاندارد ۱۹٬۲۱۹ بنا شده‌است. در حال حاضر بازی‌های خانگی باشگاه فوتبال گنچلربیرلیغی اسپور، باشگاه فوتبال آنکاراگوچو و باشگاه فوتبال حاجی‌تپه در این ورزشگاه برگزار می‌شود.
ورزشگاه ۱۹ مه آنکارا به افتخار ۱۹ مه ۱۹۱۹ که تاریخ آغاز جنگ آتاترک رهبرسابق و بنیانگذار ترکیه نوین در جنگ استقلال ترکیه می‌باشد، نامگذاری شده‌است.